# Palazzo Sirotti Gaudenzi
Palazzo Sirotti Gaudenzi è un palazzo nel Centro storico di Cesena.

## Storia
Eretto alla fine del secolo XVIII sulla base di edifici precedenti (di presumibile età malatestiana), il palazzo è sorto come residenza dei conti Pasolini e venne poi acquisito dalla famiglia patrizia Sirotti Gaudenzi.

## Descrizione
La facciata neoclassica ospita i bassorilievi di sei divinità (tra cui il fiume Savio, che attraversa Cesena). Gli interni sono decorati con opere di Felice Giani e Giovan Battista Ballanti Graziani. Si accede al piano nobile tramite uno scaloncino caratterizzato dalla presenza di una galleria cieca che ospita due monumentali tempere (una raffigura Arianna con ghepardo e l'altra riproduce un maestoso Masaniello). Nel salone principale sono presenti la grande tela di Felice Giani dedicata a Marco Atilio Regolo e due lavori di Ballanti Graziani ("Sacrificio pagano" e "Le tre grazie"). La sala azzurra presenta opere di Pietro Piani e altri stucchi di Ballanti Graziani (raffiguranti putti dorati), mentre la successiva sala verde ha una volta su cui sono rappresentati motivi floreali. La sala ottagonale è abbellita dalla tela di Felice Giani raffigurante il banchetto delle Eumenidi. Nel salone rosa campeggiano decorazioni in stile pompeiano. Un'ulteriore grande sala (detta "sala del Fauno") è decorato dal Giani. I principali ambienti del piano nobile sono collegati tra loro da una galleria decorata da motivi neoclassici e grotteschi. Nella saletta ovale in stile neoclassico è conservata la tela del Giani raffigurante "Amorini che danzano".
Al secondo piano vi sono altre sale che possono essere ricondotte al ciclo di Giani. È presente, in particolare, una grande sala nuziale (detta "sala della musica"), caratterizzata da un'eccellente acustica e decorata con le immagini di alcune muse e con una tela dello stesso Giani che rappresenta una manifestazione artistica nell'antica Roma. Annessa alla "sala della musica", si trova la biblioteca, arricchita da decorazioni con le storie di Edipo. Il salone dell'ultimo piano ospita alcune scene attribuibili alla scuola di Ferdinando Galli da Bibbiena.
In una delle corti del palazzo è presente una torre medievale (probabilmente oggetto di modifiche nel sec. XIX) che, secondo la tradizione, ha ospitato San Carlo Borromeo, durante i propri soggiorni cesenati.